# Брумунндаль
Брумунндаль (норв. Brumunddal) — город и административный центр коммуны Рингсакер в фюльке Иннландет, Норвегия. Расположен на берегу озера Мьёса, примерно в 10 км к северу от города Хамар. Город представляет собой небольшой густонаселённый район, окруженный сельской местностью и фермами. Расположен в устье реки Брумунна, впадающей в озеро Мьёса. В городе также находится Брумунндальская церковь.
В городе площадью 7,26 км² проживает 11 019 человек (2021 г.), а плотность населения составляет 1519 человек на км², что делает его самым большим поселением во всем муниципалитете Рингсакер.
Доминирующими отраслями промышленности являются сельское хозяйство, переработка руды и туризм. У компании Tine также есть большое производственное предприятие в городе. Брумунндаль — родной город женщины, стоящей за одним из самых популярных брендов замороженной пиццы в Норвегии — Grandiosa. Местная футбольная команда — Brumunddal Fotball.
Мьёсторнет, самое высокое в мире деревянное здание высотой 18 этажей, находится в Брумунндале.